# Rhododendron rappardii
Rhododendron rappardii är en ljungväxtart som beskrevs av Herman Otto Sleumer. Rhododendron rappardii ingår i släktet rododendron, och familjen ljungväxter. Inga underarter finns listade i Catalogue of Life.